# Mesulfen
Mesulfen (2,7-dimethylthianthrene) là một chế phẩm chống mụn trứng cá  cũng như thuốc trị ghẻ. Nó là một dẫn xuất dimethyl của thianthrene.